# 霍华德·斯万
霍华德·斯万（Howard Swan）（1862年-1919年），英国人，清末在中国担任教师。

## 生平
1880年，在谢菲尔德的一家钢铁厂做职员。
1886年，离开谢菲尔德前往伦敦，在伦敦城市与行会学院（City and Guilds College）（该校现为伦敦帝国学院的一部分）学习技术。
1889年，担任伦敦大学学院的教职（Demonstrator）。成为电气工程师协会（Institution of Electrical Engineers）的会员。
在此后的数年间参与编写《配电理论与实践》（Electrical Distribution, its Theory and Practice）和《实用电气工程》（Practical Electrical Engineering: A Complete Treatise）的第一卷。由于工作需要，开始学习外语。
1891年左右在巴黎举行的电气工程展览上，遇到了语言学家弗朗索瓦·古恩（François Gouin），开始研究并推广古恩的语言学习方法。
1896年，出任伦敦中央外语学校（The Central School of Foreign Tongues）校长。
1899年，写成数篇文学作品与宗教作品。
1900年，与Mary Briggs结婚。前往美国，在哈佛大学与加州大学伯克利分校攻读英文专业研究生。
1902年，前往日本，出任东京大学教授。与日本学者勝俣銓吉郎（Senkichiro Katsumata）合作写成《日常英语词典》一书。（Thesaurus of Everyday English）
1903年末来华，先前往苏州，数月后任教于山西大学堂，讲授英文。
数月后离开太原，前往北京。1904年9月，在英国外交官萨道义的推荐下，任教于北京。（the Imperial College of Languages in Peking）
1906年，前往美国洛杉矶，在当地的基督教青年会（YMCA）任教。
1908年，返回伦敦。仍然出任中央外语学校的语言教师。
1919年，在美国俄亥俄州汉密尔顿（Hamilton）逝世。